# Acanthonchus cobbi
Acanthonchus cobbi är en rundmaskart som beskrevs av Benjamin G. Chitwood 1951. Acanthonchus cobbi ingår i släktet Acanthonchus och familjen Cyatholaimidae. Inga underarter finns listade i Catalogue of Life.